# Myrmecaelurus nematophorus
Myrmecaelurus nematophorus är en insektsart som beskrevs av Navás 1929. Myrmecaelurus nematophorus ingår i släktet Myrmecaelurus och familjen myrlejonsländor. Inga underarter finns listade i Catalogue of Life.